# Радзанув (Млавський повіт)
Радзанув (пол. Radzanów) — село в Польщі, у гміні Радзанув Млавського повіту Мазовецького воєводства.
Населення — 888 осіб (2011).
У 1975-1998 роках село належало до Цехановського воєводства.

## Демографія
Демографічна структура станом на 31 березня 2011 року:
|          | Загалом | Допрацездатний вік | Працездатний вік | Постпрацездатний вік |
| -------- | ------- | ------------------ | ---------------- | -------------------- |
| Чоловіки | 435     | 90                 | 300              | 45                   |
| Жінки    | 453     | 95                 | 260              | 98                   |
| Разом    | 888     | 185                | 560              | 143                  |